# Sant Gil de Solanelles
Sant Gil és una església parroquial al nucli de Solanelles (Anoia) inclosa a l'Inventari del Patrimoni Arquitectònic de Catalunya. Possiblement aquesta església ocupi el lloc de l'antiga parròquia de Sant Gil, documentada des del 1138 i que junt amb la torre de Solanelles es considerava del terme del castell de Puigdemàger i que consta renovada al segle xviii. Església de planta rectangular i sostre a dos vessants, amb campanar d'espadanya desaparegut. Presenta detalls en pedra picada a la finestra central de la portada, a la porta i als angles dels murs fent cantonera. Pedra monolítica a la porta on hi ha la data inscrita de 1732. A la façana conserva petites finestretes o espitlleres.